# Squamura roepkei
Squamura roepkei is een vlinder uit de familie van de Metarbelidae. De wetenschappelijke naam van de soort is voor het eerst gepubliceerd in 1982 door Jeremy Daniel Holloway.
De soort komt voor in Maleisië en Indonesië (Sumatra, Borneo, Java).